# Enrico Zuccalli
Enrico Zuccalli (alemany: Johann Heinrich Zuccalli)  (Roveredo, 1642 - Múnic, 8 de març de 1724) va ser un arquitecte suís que va treballar per als regents de Wittelsbach de Baviera i Colònia.

## Biografia
Zuccalli va néixer a Roveredo, llavors part de la República de les Tres Lligues (avui Cantó dels Grisons, Suïssa ). Des de 1669 va viure a Munic i es va convertir en un dels principals representants de la introducció de l'arquitectura barroca italiana a Alemanya. Va ser un amarg rival d'un altre arquitecte suís, el Giovanni Antonio Viscardi . El 1672 en Zuccalli es va convertir en l'arquitecte en cap de la cort de Baviera com a successor de l'Agostino Barelli i va romandre en el càrrec fins a la invasió austríaca de Baviera de l'any 1706. Va morir a Munic.
Va ser l'oncle de (Giovanni) Gaspare Zuccalli, qui va construir dues esglésies a Salzburg.

## Obres principals

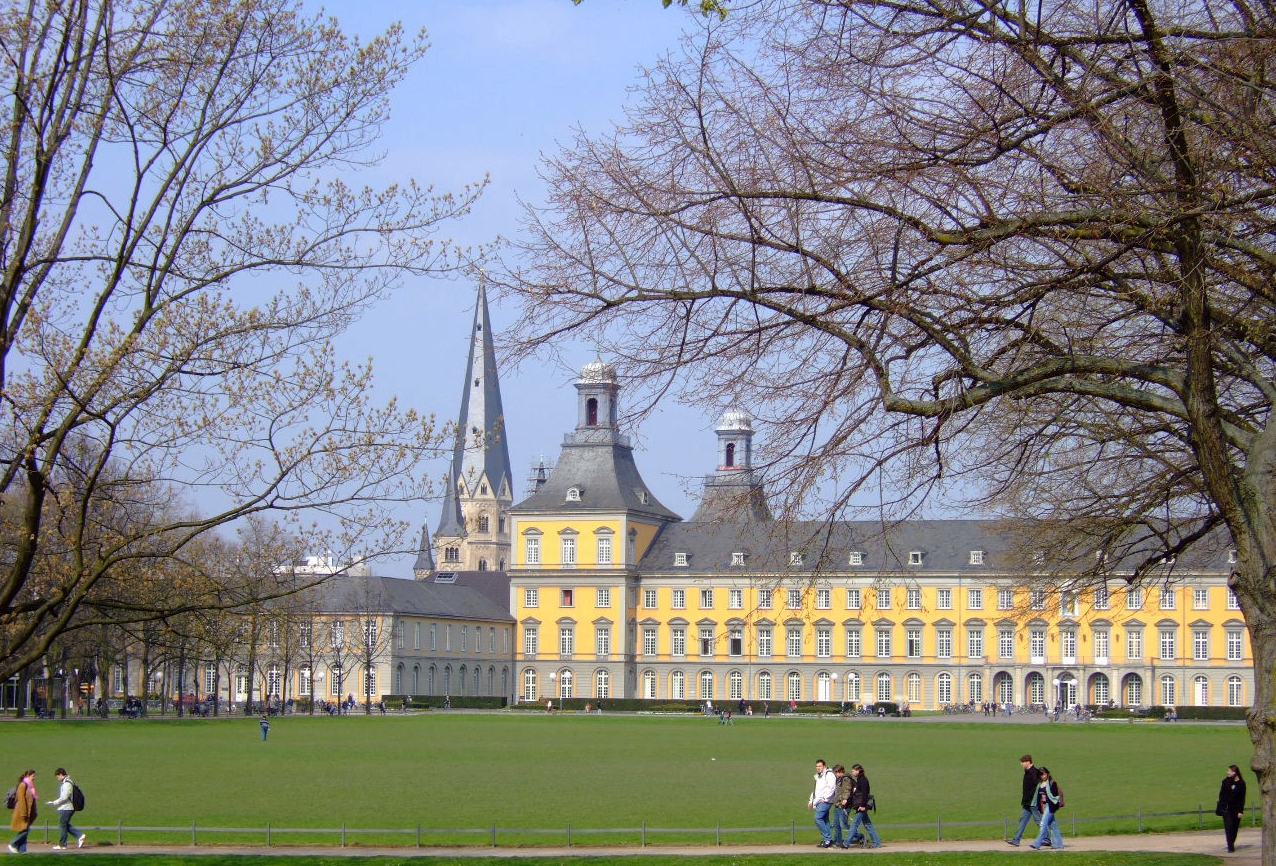
Palau electoral de Bonn

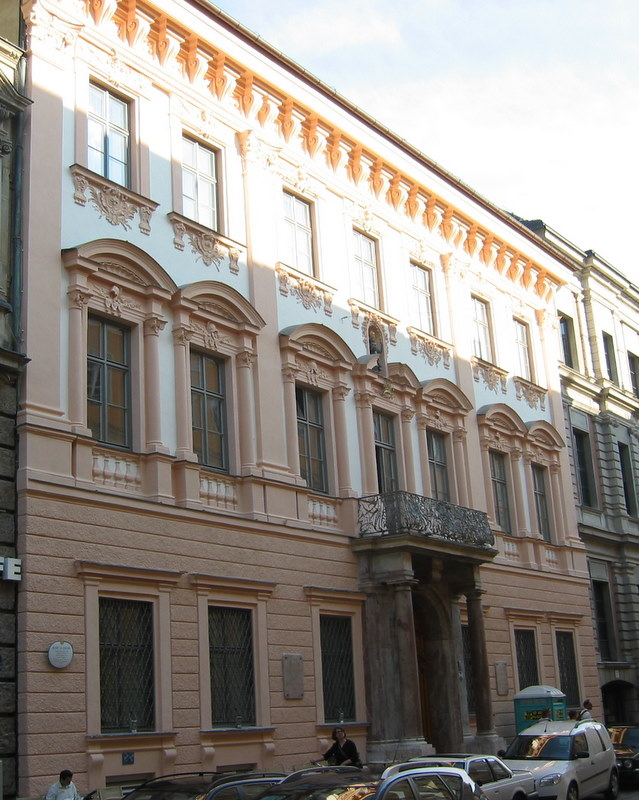
Palau Porcia

- Theatinerkirche (Munic) des de 1674 (completant l'obra de Barelli).
- Residenz, Munic (1680–1701).
- Palau de Lustheim (1684–1689).
- Palau Porcia de Munic (1694).
- Palau electoral de Bonn (1697–1702) (més tard acabat per de Cotte).
- Palau de Schleissheim (1701–1704) (més tard acabat per Effner).
- Abadia d'Ettal reconstruïda (1709–1726).